# Stamboom Charlotte van Pruisen (1831-1855)
Dit is de stamboom van Charlotte van Pruisen (1831-1855).
| Stamboom Charlotte van Pruisen (1831-1855)                                          | Stamboom Charlotte van Pruisen (1831-1855)                                                     | Stamboom Charlotte van Pruisen (1831-1855)                                                     | Stamboom Charlotte van Pruisen (1831-1855)                                       | Stamboom Charlotte van Pruisen (1831-1855)                                       |
| ----------------------------------------------------------------------------------- | ---------------------------------------------------------------------------------------------- | ---------------------------------------------------------------------------------------------- | -------------------------------------------------------------------------------- | -------------------------------------------------------------------------------- |
| Grootouders                                                                         | Frederik Willem III van Pruisen (1770-1840) x 1793 Louise van Mecklenburg-Strelitz (1776-1810) | Frederik Willem III van Pruisen (1770-1840) x 1793 Louise van Mecklenburg-Strelitz (1776-1810) | Willem I van Oranje-Nassau (1772-1843) x 1791 Wilhelmina van Pruisen (1774-1837) | Willem I van Oranje-Nassau (1772-1843) x 1791 Wilhelmina van Pruisen (1774-1837) |
| Ouders                                                                              | Albert van Pruisen (1809-1872) x 1830 Marianne van Oranje-Nassau (1810-1883)                   | Albert van Pruisen (1809-1872) x 1830 Marianne van Oranje-Nassau (1810-1883)                   | Albert van Pruisen (1809-1872) x 1830 Marianne van Oranje-Nassau (1810-1883)     | Albert van Pruisen (1809-1872) x 1830 Marianne van Oranje-Nassau (1810-1883)     |
| Charlotte van Pruisen (1831-1855) x 1850 George II van Saksen-Meiningen (1826-1914) |                                                                                                |                                                                                                |                                                                                  |                                                                                  |
| Kinderen                                                                            | Bernhard III (1851-1928) x 1878 Charlotte van Pruisen (1860-1919)                              | George Albert (1852-1853)                                                                      | Maria Elisabeth (1853-1923)                                                      | levenloos kind (1855)                                                            |
| Kleinkinderen                                                                       | Feodore Victoria Augusta Marie Marianne (1879-1945)                                            | -                                                                                              | -                                                                                | -                                                                                |